# 4-й армійський корпус (Третій Рейх)
4-й армі́йський ко́рпус (нім. IV. Armeekorps) — армійський корпус Вермахту за часів Другої світової війни. 10 жовтня 1944 переформований на 4-й танковий корпус.

## Історія
IV-й армійський корпус був сформований 1 жовтня 1934 у 4-му військовому окрузі (нім. Wehrkreis IV) в Дрездені.

## Райони бойових дій
- Польща (вересень — жовтень 1939);
- Німеччина (Західний Вал) (жовтень 1939 — травень 1940);
- Бельгія, Північна Франція (травень — липень 1940);
- Бельгія (липень 1940 — травень 1941);
- Польща (травень — червень 1941);
- СРСР (південний напрямок) (червень 1941 — жовтень 1944).

## Командування

### Командири
4-й армійський корпус (перше формування)
- генерал від інфантерії Вільгельм фон Ліст (нім. Wilhelm List) (1 жовтня 1934 — 3 лютого 1938);
- генерал від інфантерії Віктор фон Шведлер (нім. Viktor von Schwedler) (4 лютого 1938 — 18 жовтня 1942);
- генерал інженерних військ Ервін Єнеке (нім. Erwin Jänecke) (1 листопада 1942 — 17 січня 1943);
- генерал артилерії Макс Пфеффер (нім. Max Pfeffer) (17 — 31 січня 1943);

4-й армійський корпус (друге формування)
- генерал від інфантерії Фрідріх Міт (нім. Friedrich Mieth) (20 липня 1943 — 10 жовтня 1944);

## Бойовий склад 4-го армійського корпусу
Формування управління, забезпечення та підтримки
- 24-те артилерійське командування (Arko 1), з 1941 - «Arko 144»,
- 404-те управління корпусного постачання (Korps-Nachschubtruppen 404);
- 44-й корпусний батальйон зв'язку (Korps-Nachrichten-Abteilung 44);
- 404-й топографічний відділ корпусу (Korps Kartenstelle 404)
- 404-й взвод фельджандармерії (Feld-Gendarmerie-Trupp 404).

- 4-та піхотна дивізія (4. Infanterie-Division);
- 24-та піхотна дивізія (24. Infanterie-Division);
- піхотний полк СС «Германія» (SS-Infanterie-Regiment "Germania").

- 4-та піхотна дивізія;
- 14-та піхотна дивізія (14. Infanterie-Division);
- 46-та піхотна дивізія (46. Infanterie-Division).

- 4-та піхотна дивізія;
- 46-та піхотна дивізія.

- 18-та піхотна дивізія (18. Infanterie-Division);
- 35-та піхотна дивізія (35. Infanterie-Division).

- 7-ма піхотна дивізія (7. Infanterie-Division);
- 18-та піхотна дивізія;
- 35-та піхотна дивізія;
- 61-ша піхотна дивізія (61. Infanterie-Division);
- 4-та танкова дивізія (4. Panzer-Division).

- 24-та піхотна дивізія;
- 58-ма піхотна дивізія (58. Infanterie-Division);
- 208-ма піхотна дивізія (208. Infanterie-Division).

- 24-та піхотна дивізія;
- 71-ша піхотна дивізія (71. Infanterie-Division);
- 295-та піхотна дивізія (295. Infanterie-Division);
- 296-та піхотна дивізія (296. Infanterie-Division).

- 24-та піхотна дивізія;
- 71-ша піхотна дивізія;
- 262-га піхотна дивізія (262. Infanterie-Division);
- 295-та піхотна дивізія;
- 296-та піхотна дивізія.

- 24-та піхотна дивізія;
- 94-та піхотна дивізія (94. Infanterie-Division);
- 44-й армійський корпус (XXXXIV. Armee-Korps).

- 68-ма піхотна дивізія (68. Infanterie-Division);
- 76-та піхотна дивізія (76. Infanterie-Division);
- 295-та піхотна дивізія;
- 9-та італійська дивізія «Пасубіо» (9a Divisione di Fanteria "Pasubio" (it.).

- 76-та піхотна дивізія;
- 94-та піхотна дивізія (94. Infanterie-Division);
- 97-ма легка піхотна дивізія (97. leichte Division);
- угорський армійський корпус (ungarisches Armeekorps).

- 76-та піхотна дивізія;
- 94-та піхотна дивізія;
- 111-та піхотна дивізія (111. Infanterie-Division);
- 97-ма легка піхотна дивізія.

- 9-та піхотна дивізія (9. Infanterie-Division);
- 76-та піхотна дивізія;
- 94-та піхотна дивізія.

- 9-та піхотна дивізія;
- 76-та піхотна дивізія;
- 94-та піхотна дивізія;
- 295-та піхотна дивізія.

- 76-та піхотна дивізія;
- 257-ма піхотна дивізія (257. Infanterie-Division);
- 295-та піхотна дивізія;
- 1/3 68-ї піхотної дивізії (1/3 der 68. Infanterie-Division).

- 94-та піхотна дивізія;
- 297-ма піхотна дивізія (297. Infanterie-Division);
- 371-ша піхотна дивізія (371. Infanterie-Division);
- частка 29-ї моторизованої дивізії (29. Infanterie-Division (mot);
- 4-та румунська дивізія (4. rumänische Division).

- 297-ма піхотна дивізія;
- 371-ша піхотна дивізія.

- 297-ма піхотна дивізія;
- 371-ша піхотна дивізія;
- 20-та румунська дивізія (20. rumänische Division).

- 20-та румунська дивізія.

- 304-та піхотна дивізія (304. Infanterie-Division);
- 335-та піхотна дивізія (335. Infanterie-Division);
- 3-тя гірсько-піхотна дивізія (3. Gebirgs-Division).

- 302-га піхотна дивізія (302. Infanterie-Division);
- 258-ма піхотна дивізія (258. Infanterie-Division);
- 17-та танкова дивізія (17. Panzer-Division);
- 101-ша єгерська дивізія (101. Jäger-Division);
- 5-та авіапольова дивізія (5. Luftwaffen-Feld-Division);
- 3-тя гірсько-піхотна дивізія.

- 17-та піхотна дивізія (17. Infanterie-Division);
- 79-та піхотна дивізія (79. Infanterie-Division);
- 111-та піхотна дивізія;
- 258-ма піхотна дивізія;
- 302-га піхотна дивізія;
- 1/3 335-ї піхотної дивізії;
- 24-та танкова дивізія (24. Panzer-Division);
- 3-тя гірсько-піхотна дивізія.

- 294-та піхотна дивізія (294. Infanterie-Division);
- 302-га піхотна дивізія;
- 9-та танкова дивізія (9. Panzer-Division).

- 79-та піхотна дивізія;
- 376-та піхотна дивізія (376. Infanterie-Division);
- 23-тя танкова дивізія (23. Panzer-Division);
- 3-тя румунська піхотна дивізія (3. Infanterie-Division (rum.);
- 11-та румунська піхотна дивізія (11. Infanterie-Division (rum.).

- 79-та піхотна дивізія;
- 376-та піхотна дивізія;
- 11-та румунська піхотна дивізія.